# Barrín
Barrín es una isla situada en el mar de Joló. Forma parte del archipiélago Cuyo, un grupo de cerca de 45 islas situadas al noreste de la isla de Paragua, al sur de Mindoro y Panay.
Administrativamente forma parte de Tenga-Tenga, uno de los 17 barrios que forman el municipio de Cuyo perteneciente a la provincia de Paragua en Filipinas.
Esta isla se encuentra situada 5 km al noroeste de Bisucay, distando 7 km de la isla de Cuyo, puerto de Cabigsing.
La zona horaria es UTC/GMT+8.